# Dale Hodges
Dale Hodges (Filadelfia, 21 gennaio 1968) è un'ex cestista e allenatrice di pallacanestro statunitense, professionista nella ABL.

## Carriera
Ha giocato in Serie A1 con Messina.
Con gli Stati Uniti ha disputato i Campionati americani del 1997.